# Coryphaeschna amazonica
Coryphaeschna amazonica är en trollsländeart som beskrevs av De Marmels 1989. Coryphaeschna amazonica ingår i släktet Coryphaeschna och familjen mosaiktrollsländor. Inga underarter finns listade i Catalogue of Life.